# Teona Strugar Mitevska

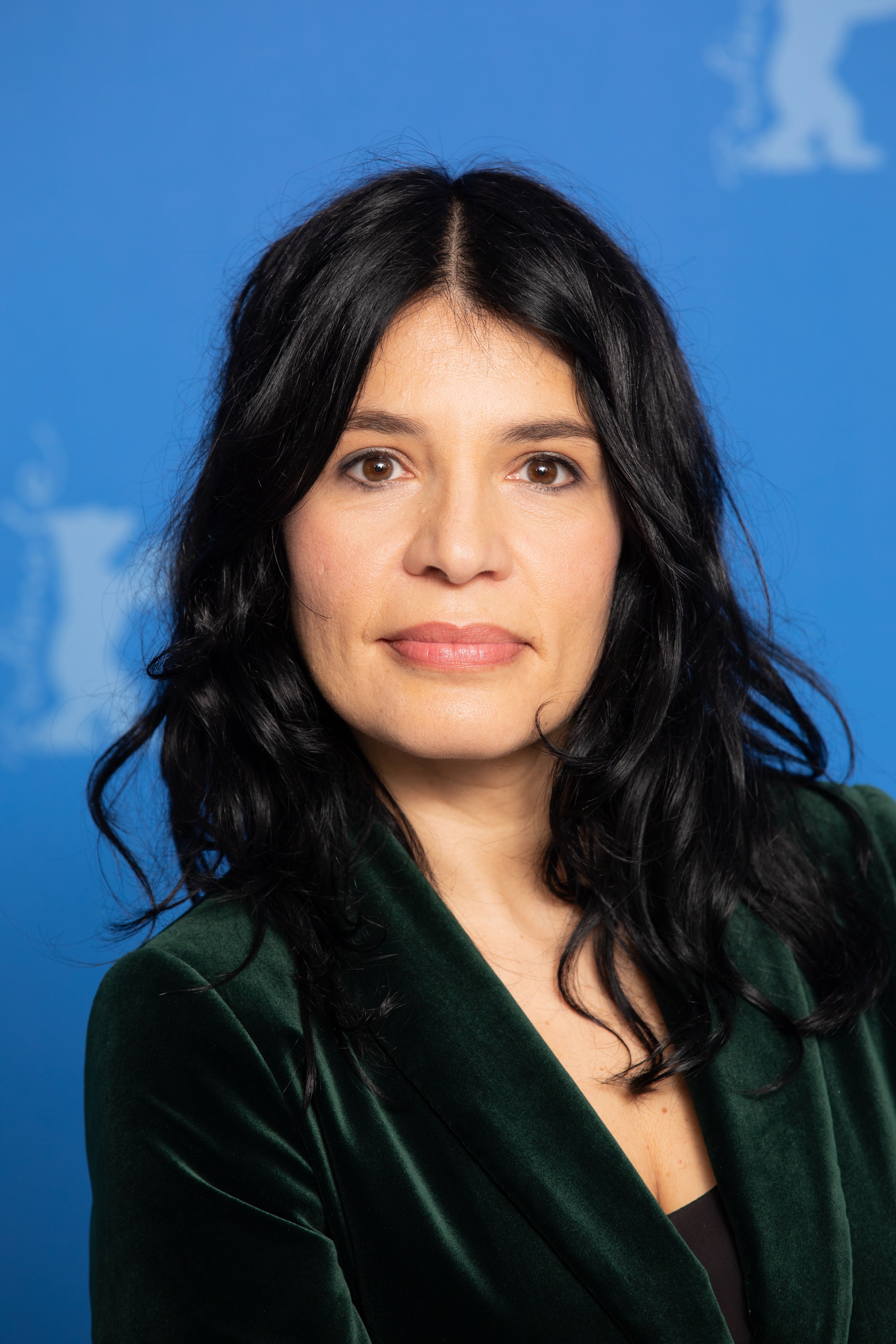
Teona Strugar Mitevska (2019)

Teona Strugar Mitevska (mazedonisch Теона Стругар Митевска) (* 14. März 1974 in Skopje) ist eine nordmazedonische Regisseurin und Drehbuchautorin.

## Leben und Werk
Schon in ihrer Jugend sammelte Teona Strugar Mitevska erste Erfahrungen als Schauspielerin im mazedonischen Fernsehen und Theater. Später studierte sie Grafikdesign und arbeitete als Art Director. 1998 ging sie nach New York und absolvierte ihr Filmstudium an der Tisch School of the Arts der New York University.
Gemeinsam mit ihren Geschwistern Labina Mitevska und Vuk Mitevski gründet sie 2001 die Produktionsfirma Sisters und Brother Mitevski. Im gleichen Jahr erhielt Teona Strugar Mitevska den Sonderpreis der Jury der Berlinale für den Kurzfilm Veta. Ihr erster Spielfilm How I killed a Saint hatte seine Premiere beim International Film Festival Rotterdam 2004. Und beim ersten Crossing Europe Filmfestival Linz 2004 wurde How I killed a Saint mit dem Crossing Europe Award - Competition Fiction ausgezeichnet.
Auf der Berlinale 2008 wurde der Spielfilm I am of Titov Veles erstmals und in weiterer Folge weltweit auf vielen Festivals gezeigt und mit internationalen Auszeichnungen bedacht. Der Film When the Day had no Name wurde 2017 in der Panorama-Sektion der 67. Internationalen Filmfestspiele Berlin vorgestellt. Ihr Spielfilm Gott existiert, ihr Name ist Petrunya erhielt auf der Berlinale 2019 den Preis der Ökumenischen Jury und Gilde Filmpreis.
Teona Strugar Mitevska lebt und arbeitet in Skopje und Brüssel.

## Filmografie
- 2001 Veta
- 2002 I am from Nowhere
- 2004 How I killed a Saint
- 2009 I am of Titov Veles
- 2012 The woman who brushed off her tears
- 2017 When the Day had no Name
- 2019 Gott existiert, ihr Name ist Petrunya
- 2022 The Happiest Man in the World (Originaltitel: NajsreЌniot čovek na svetot / Najsretniji čovjek)

## Auszeichnungen (Auswahl)
- 2001 Veta, Jurypreis, Panorama Award of the New York Film Academy, Berlinale
- 2001 Veta, Bester Studentenfilmpreis, Molodist Filmfestival, Kiew, Ukraine
- 2004 How I killed a Saint, Best Fiction Film, CROSSING EUROPE Award, Crossing Europe Filmfestival Linz, Österreich
- 2007 I am of Titov Veles, Jurypreis, Sarajevo Film Festival, Bosnien-Herzégovina
- 2008 I am of Titov Veles, Jurypreis, Lecce Film Fest Europeo, Italien
- 2008 I am of Titov Veles, Bester Filmpreis, Valencia International Film Festival, Spanien
- 2008 I am of Titov Veles, Bester Filmpreis, Eastern Panorama Award, Eastern Panorama
- 2008 I am of Titov Veles, Alexandria International Film Festival, Ägypten
- 2019 God Exists, Her Name Is Petrunya, Preis der Ökumenischen Jury und Gilde Filmpreis, Berlinale 2019
- 2019 Fünf Seen Filmfestival – Fünf Seen Filmpreis für  Gott existiert – ihr Name ist Petrunya[4]
- 2019 LUX-Filmpreis des EU-Parlaments[5]